# Alfred Fitch
Alfred Fitch   (Nova York, 1 de desembre de 1912 - Orange, 17 de febrer de 1981) fou un atleta estatunidenc, especialista en els 400 metres, que va competir durant la dècada de 1930.
El 1936 va prendre part en els Jocs Olímpics d'Estiu de Berlín, on guanyà la medalla de plata en la cursa dels 4x400 metres relleus del programa d'atletisme. Formà equip amb Harold Cagle, Robert Young i Edward O'Brien.

## Millors marques
- 200 metres. 21.4" (1936)
- 400 metres. 47.0" (1936)[2]